# Regelschule (Thüringen)

Bundesländer mit teilintegrativen Gesamtschulen (ohne gymnasialen Zweig)

Die Regelschule ist eine weiterführende Schulform im Freistaat Thüringen. Sie wurde mit Beginn des Schuljahres 1991/92 eingeführt. Dort werden die nach dem Hamburger Abkommen von 1964 definierten Schulformen der Haupt- und der Realschule unter einem Dach geführt.
Nach gemeinsamem Unterricht in den Klassenstufen 5 und 6 werden die Bildungsgänge zum Haupt- und Realschulabschluss ab Jahrgangsstufe 7 entweder
- integriert (leistungsdifferenzierter Unterricht in bestimmten Fächern auf zwei Kursebenen – Kurs I Hauptschulprofil, Kurs II Realschulprofil) oder
- additiv (mit Klassen des Haupt- bzw. Realschulzweiges) organisiert.

Nach erfolgreichem Besuch der 9. Klasse erwerben alle Schüler den Hauptschulabschluss. Stellen sich die Schüler des Hauptschulprofils bzw. des Hauptschulzweiges am Ende der Klassenstufe 9 einer freiwilligen Prüfung, so können sie den Qualifizierenden Hauptschulabschluss erwerben. Diesen Absolventen wird dann in einer besonderen 10. Klasse die Möglichkeit gegeben, ebenfalls einen Realschulabschluss zu erlangen. Die Schüler des Realschulprofils bzw. des Realschulzweiges erwerben nach Bestehen der schriftlichen Prüfung in den Fächern Deutsch, Mathematik und Englisch sowie mindestens einer mündlichen Prüfung am Ende der 10. Klasse den Mittleren Schulabschluss.
Vergleichbare Schulformen sind die Oberschule in Sachsen, die Regionale Schule in Mecklenburg-Vorpommern, die Sekundarschule in Sachsen-Anhalt und Bremen sowie die Oberschule in Brandenburg.
Eine Alternative bietet zunehmend die Gemeinschaftsschule.

## Einzelbelege
1. ↑  Thüringer Gemeinschaftsschule | Thüringer Ministerium für Bildung, Jugend und Sport. Archiviert vom Original am 14. März 2021; abgerufen am 24. März 2024.